# ヴィクトル・ペレーヴィン
ヴィクトル・オレーゴヴィチ・ペレーヴィン（ロシア語: Ви́ктор Оле́гович Пеле́вин, ラテン文字転写: Viktor Olegovich Pelevin, 1962年11月22日 - ）は、ロシアの小説家。モスクワ生まれ。SFに近い幻想小説の書き手で、国内外に幅広い読者を持つ。

## 経歴
ヴィクトル・オレーゴヴィチ・ペレーヴィンは1962年11月22日にモスクワに生まれ、母親は英語教師ジナイダ・セミョノヴナ・エフレモワ、父親はバウマン・モスクワ工科大学の軍事部門教師であるオレグ・アナトリエヴィチ・ペレーヴィンであった。彼はモスクワのトベルスコイ通りに住んでいたが、後にモスクワ郊外の住宅地チェルタノヴォへ移った。1979年にペレ―ヴィンはモスクワ中心部スタニフラフスキー通りの、英語特待生制度があるエリート高等学校、現在のカプツォフ学校を卒業した。
彼はその後モスクワ電力工学大学 (MPEI) に入学し、1985年に電気機械工学の学位を取得して卒業した。その年の4月、MPEIの送電部門は彼を技師として採用した。ペレーヴィンはロシア空軍にも所属した。1987年から1989年まで、彼はMPEIの大学院で学んだ。
ペレ―ヴィンはしばしばアジアを旅行し、ネパール、韓国、中国、そして日本を訪れている。仏教徒だとは言っていないが、仏教の修行に取り組んでいる。彼はドラッグを常用しているにもかかわらず、青年時代に精神を拡張する実験を行っていたが、中毒者ではない、と繰り返し述べている。彼は結婚していない。
ペレービンはSNS（Facebook、Twitter、フコンタクテなど）のアカウントは持っていない。
2018年12月、作家ヴィクトール・ペレ―ヴィンがロシア連邦年金基金モスクワ地方事務所に個人事業主として登録した、とメディアは報じた。

## 作家として
1991年に刊行した短編集『青い火影』がベストセラーになると共にロシア・ブッカー賞（1993年）をはじめとする数々の賞を受賞し、一躍現代ロシア文学をリードする作家となった。1989年にロシアで起こった文学潮流「ターボ・リアリズム」の旗手として活躍しており、現代ロシアにおいて最も支持を集める作家の一人である。実験的な作風と高い人気を兼ね備えた作家として、国外からも注目を集めている。

## 主な作品

### 日本語訳
（年代は日本語訳の出版年）
- 『作品集「青い火影」（1）眠れ』三浦清美訳（群像社, 1996年）ISBN 4-905821-41-X
- 『虫の生活』吉原深和子訳（群像社, 1997年）ISBN 4-905821-44-4
- 『恐怖の兜』中村唯史訳（角川書店, 2006年）ISBN 4-04-791523-8
- 『チャパーエフと空虚』三浦岳訳（群像社, 2007年）ISBN 978-4-903619-04-0
- 『宇宙飛行士オモン・ラー』尾山慎二訳（群像社, 2010年）ISBN 978-4-903619-23-1
- 『作品集「青い火影」（2）寝台特急 黄色い矢』中村唯史, 岩本和久訳（群像社, 2010年）ISBN 978-4-903619-24-8
- 『ジェネレーション〈P〉』東海晃久訳（河出書房新社, 2014年）ISBN 978-4-309-20652-3
- 『汝はTなり:トルストイ異聞』東海晃久訳（河出書房新社, 2014年）ISBN 978-4-309-20663-9
- 『iPhuck10』東海晃久訳（河出書房新社, 2018年）ISBN 978-4-309-20747-6
- 「聖夜のサイバーパンク、あるいは「クリスマスの夜-117.DIR」」沼野充義訳、『ヌマヌマ : はまったら抜けだせない現代ロシア小説傑作選』（河出書房新社、2021年）所収 ISBN 978-4-309-20840-4

### 日本語訳未公刊
- 『数』
- 『Священная книга оборотня』
- 『帝国В』
- 『П5』